# Gare de Cologne Ehrenfeld
La gare de Cologne Ehrenfeld est une gare ferroviaire de la ville allemande de Cologne (Land de Rhénanie-du-Nord-Westphalie), sur la ligne de Cologne à Aix-la-Chapelle. C'est une station du S-Bahn Rhin-Ruhr.

## Histoire
La gare a été ouverte en 1923.